# 何家弘
何家弘（1953年5月10日—），生于北京市，中國法學家、犯罪小说家。中国人民大学法学教授、中国人民大学刑事法律科学研究中心副主任、中国人民大学法学院证据学研究所所长、中国作协会员、国际犯罪文学作家协会会员。

## 生平
何家弘的祖父曾是中國国民党高官。1969年，何家弘到黑龙江农场插队劳动，他此時喜欢写一些诗歌。这些诗歌通过广播站的大喇叭在全营至全团播放。白天，何家弘开着拖拉机干活，晚上看书。1971年元旦，何家弘在《黑河日报》发表了一首诗歌。他在當地還当了一段时间的子弟小学老师，教学生政治。他還寫了本描述知青生活的小說《当红霞洒满天空的时候》。
1977年，何家弘重新回到北京，被分配到建筑公司当水暖工。他认识了医务室一位女医生。女医生父母提出，如果他能考上大学，就同意他们在一起。恢复高考後的1979年，何家弘考入中国人民大学，在中国人民大学读了本科法律系和犯罪侦查学硕士。女醫生也成為了何家弘的妻子。1992年，何家弘前往美国西北大学攻读法学博士学位。1993年，回到中国的何家弘成為大学教师，主教证据调查学和证据法学。同時开始创作小说。1994年到1998年，他连续创作了5部犯罪小说。何家弘的第一部犯罪小说名為《血之罪》，靈感來自於石东玉杀人案。此后，何家弘又创作出《性之罪》、《无罪贪官》、《无罪谋杀》等犯罪小說。
後來何家弘带领一些青年学者，在中國人民大學成立了“刑事错案研究小组”。1997年，何家弘主编了第一部《证据调查》教材并教授此课。后来又开设配套的《证据法学》。2000年，他受中華人民共和國司法部委托，统编出版了教材《新编证据法学》。同年开始，何家弘主编《证据学论坛》。2002年，何家弘的小说开始被翻译成法文。他也是第一位被介绍到法语国家、意大利语国家的当代中国侦探小说家。2006年，中华人民共和国最高人民检察院任命何家弘出任渎职侵权检察厅副厅长。2007年，中国人民大学出版社決定重新出版何家弘的犯罪小說。後來又出任国际足联道德委员会调查庭委员，并且是中国首个进入国际足联担任职务的法学教授。2018年年初，他在中國人民大学举办了演唱会“草原情高山恋”。他還主编杂志型图书《法学家茶座》。